# Дерек, Джон
Джон Де́рек (англ. John Derek), при рождении Дерек Де́леван Ха́ррис (англ. Derek Delevan Harris; 12 августа 1926[…], Голливуд, Калифорния — 22 мая 1998[…], Санта-Мария, Калифорния) — американский актёр кино, кинорежиссёр, продюсер и фотограф.

## Биография
Дерек Харрис родился в «сердце кино-индустрии» — Голливуде. Броская приятная внешность послужила причиной того, что уже с юных лет он начал сниматься в кино в небольших ролях. С 1949 года начал исполнять главные роли, и взял псевдоним Джон Дерек. С 1965 года стал режиссировать фильмы, пробовал себя в кинооператорском искусстве, спродюсировал несколько картин. Кроме того, Дерек был хорошим фотографом, его фотографии часто печатал «Playboy».
В 1990 году снял свой последний фильм. Скончался в 1998 году на 72-м году жизни от сердечно-сосудистого заболевания, его тело было кремировано.

## Личная жизнь
Джон Дерек был женат четыре раза:
- Пати Берс (англ. Pati Behrs) — с 1951 по 1957 год. Урождённая Патриция Эристова (1922—2004), эмигрантка из СССР, внучатая племянница Льва Толстого. От неё у Джона родилось двое детей: Рассел и Шон. Единственная жена Дерека, фото которой он не печатал в «Playboy», которая не снималась в его фильмах, и от которой у него были дети. Развод.
- Урсула Андресс (англ. Ursula Andress) (род. 1936) — с 1957 по 1966 год. Развод.
- Линда Эванс (англ. Linda Evans) (род. 1942) — с 1968 по 1974 год. Развод.
- Бо Дерек (англ. Beau Derek) (род. 1956) — с 1976 по 1998 год. Смерть Джона Дерека.

## Избранная фильмография

### Как актёр
- 1944 — С тех пор как вы ушли / Since You Went Away (в титрах не указан)
- 1944 — Увидимся / I’ll Be Seeing You — лейтенант Брюс
- 1947 — Двойная жизнь / англ. A Double Life — полицейский-стенографист (в титрах не указан)
- 1949 — Стучись в любую дверь / Knock on Any Door — Ник Романо, подсудимый[4]
- 1949 — Вся королевская рать / All the King’s Men — Том Старк
- 1950 — Месть Робин Гуда / англ. Rogues of Sherwood Forest — Робин Гуд
- 1951 — Маска мстителя / англ. Mask of the Avenger — капитан Ренато Диморна
- 1951 — Семейная тайна / The Family Secret — Дэвид Кларк
- 1951 — Герой субботы / англ. Saturday's Hero — Стив Новак
- 1952 — Скандальная хроника / Scandal Sheet — Стив Макклири
- 1954 — Изгнанник / The Outcast — Джет Косгрейв
- 1954 — Приключения Хаджи-бабы / англ. The Adventures of Hajji Baba — Хаджи-баба
- 1955 — Принц игроков / Prince of Players — Джон Бут, убийца
- 1955 — Аннаполисская история / англ. The Blue and Gold (An Annapolis Story) — Тони Скотт
- 1955 — Бегство из убежища (В укрытии) / Run for Cover — Дэви Бишоп
- 1956 — Десять заповедей / The Ten Commandments — Иисус Навин
- 1957 — Плоть слаба / англ. The Flesh Is Weak — Тони Джиани
- 1957 — Любовь в жизни Омара Хайамы / Omar Khayyam — принц Малик
- 1960 — Исход / Exodus — Таха
- 1965 — Кошмар на солнце[англ.] / Nightmare in the Sun — автостопщик
- 1966 — Однажды, прежде чем я умру[англ.] / Once Before I Die — Бэйли

### Как режиссёр
- 1965 — Кошмар на солнце[англ.] / Nightmare in the Sun
- 1966 — Однажды, прежде чем я умру[англ.] / Once Before I Die
- 1980 — Люблю тебя / Love You (порнографический)
- 1981 — Тарзан, человек-обезьяна / Tarzan, the Ape Man
- 1984 — Болеро / Bolero
- 1989 — Призраки этого не делают / Ghosts Can’t Do It

Клипы на песни Шанайи Твейн
- 1995 — Whose Bed Have Your Boots Been Under? / Whose Bed Have Your Boots Been Under?
- 1995 — Any Man of Mine / Any Man of Mine